# Willem VI van Aquitanië
Willem VI van Aquitanië (?, 1004 - Poitiers, 15 december 1038), bijgenaamd de Dikke was de enige zoon van Willem V van Aquitanië en Adalmode van Limoges.
Hij volgde zijn vader op als hertog van Aquitanië. In Poitiers was hij Willem IV. Willem regeerde maar enkele jaren en was daarvan nog 3 jaar de gevangene van graaf Godfried IV van Anjou, die zijn vaders weduwe, Agnes van Mâcon, had gehuwd.
Willem was gehuwd met Eustachia van Montreuil, dochter van sire Berlay, maar had geen erfgenamen.